# First Division 1899/1900
Dvanáctý ročník First Division (1. anglické fotbalové ligy) se konal od 2. září 1899 do 30. dubna 1900.
Sezonu vyhrál popáté ve své historii klub a obhájce minulého ročníku Aston Villa. Nejlepším střelcem se stal hráč Aston Villy Billy Garraty, který vstřelil 27 branek.